# Mauricio Prieto
Mauricio Prieto Garcés (Montevideo, 26 settembre 1987) è un ex calciatore uruguaiano, di ruolo difensore.